# Стрелка Подлесная
Стрелка Подлесная — деревня в Пучежском районе Ивановской области России. Входит в состав Мортковского сельского поселения.

## География
Деревня расположена в восточной части Ивановской области, в зоне хвойно-широколиственных лесов, к югу от автодороги 24К-108, на расстоянии приблизительно 12 километров (по прямой) к юго-западу от города Пучежа, административного центра района. Абсолютная высота — 113 метров над уровнем моря.

### Климат
Климат характеризуется как умеренно континентальный, с умеренно холодной снежной зимой тёплым влажным летом. Среднегодовая температура воздуха — 2,6 °C. Средняя температура воздуха самого холодного месяца (января) — −12,1 °C (абсолютный минимум — −39 °C); самого тёплого месяца (июля) — 17,7 °C (абсолютный максимум — 30 °С). Безморозный период длится около 139 дней. Годовое количество атмосферных осадков — 658 мм, из которых 417 мм выпадает в период с апреля по октябрь. Снежный покров устанавливается в третьей декаде ноября и держится в течение 145 дней.

### Часовой пояс
Деревня Стрелка Подлесная, как и вся Ивановская область, находится в часовой зоне МСК (московское время). Смещение применяемого времени относительно UTC составляет +3:00.

## Население
| 2010 |
| ---- |
| 35   |

### Национальный состав
Согласно результатам переписи 2002 года, в национальной структуре населения русские составляли 90 % из 62 чел.